# Kyösti Hämäläinen
Kyösti Hämäläinen, född den 16 september 1945 i Helsingfors, är en finländsk rallyförare.
Hämäläinen blev finsk rallymästare 13 gånger mellan 1973 och 1985. Största framgången i rally-VM blev vinsten i Tusen Sjöars Rally 1977.